# Quilotoa
El Quilotoa es un volcán lleno de agua en su cráter de 3 kilómetros (2 mi) de diámetro en su borde que se formó por el colapso de este volcán de dacita seguido por una erupción de VEI-6 hace aproximadamente 800 años, lo que produjo un flujo piroclástico y lahares (flujos de lodo) que alcanzaron el Océano Pacífico, que lanzó cenizas volcánicas a todo lo largo de los Andes septentrionales.
Anteriormente al colapso se produjeron otras ocho grandes erupciones en el Quilotoa, la primera de ellas hace 200.000 años
.
Desde entonces la caldera ha acumulado un lago de cráter 250 m (820 pies) de profundidad, y cuyos minerales disueltos le han conferido un tono verdoso. Hay fumarolas en el fondo del lago y existen manantiales calientes por la banda este del volcán.
Además de la laguna de color verde esmeralda, aunque su color depende de la temporada, rayos del sol y sombra de las nubes, por eso aquellos que la visitan más de una vez la ven de tonos verde esmeralda distintos, se puede realizar varios deportes como el senderismo alrededor del volcán, paseo en bote o kayak, además se puede observar mamíferos como venados, lobos de páramo, conejos, zorros entre otros. Hay impresionantes paisajes para los amantes de la fotografía.
La Laguna de Quilotoa es una zona muy pobre en vegetación, debido a sus quebradas y pendientes. En los alrededores de la laguna podemos observar algunas especies de chuquiraguas, sacha chocho, piquiles, mortiño, pumamaqui, yanaquiro, campanero, romerillo, sigse, entre otros.
Desde el jueves 12 de enero de 2017 la entrada a este mágico lugar es gratuita, gracias a un convenio firmado entre el Ministerio de Turismo y de Ambiente, el Servicio de Gestión Inmobiliaria del Sector Público (Inmobiliar),  la Policía Nacional y el Centro Turístico Comunitario Lago Verde Quilotoa.
Algunos hostales sencillos se han desarrollado en el área más próxima y ofrecen servicios como mulas y guías para la caminata de 5 horas alrededor de la caldera (cuyo diámetro es de unos 3 km en la coronación y subiendo 3 picos de lava de más de 3,800m). Hay una bajada directa a la playa que tarda alrededor de una hora para personas con un buen rendimiento físico y un promedio de dos horas si se dirige a un paso regular (y un estimado de entre una a tres horas de subida a través de un ascenso vertical de 280 metros), todo esto debido al rocoso camino que presenta y a varios obstáculos en el camino, como por ejemplo el medio de transporte que se utiliza para subir a la cima nuevamente, mulas. Hay alojamiento básico abajo en la cuenca que se encuentra a 3.500m snm.
Se permite acampar en el fondo del cráter, aunque no hay agua potable (excepto por las botellas de medio litro vendidas en los hostales), sin embargo existen baños con servicios higiénicos y urinarios tanto para hombres como para mujeres.
Se puede alquilar kayak para hacer navegación sobre la laguna del volcán.  
Su nombre proviene de dos vocablos quichuas “quiru” que quiere decir diente y “toa” que significa princesa o reina. En conjunto significa “diente de princesa“.

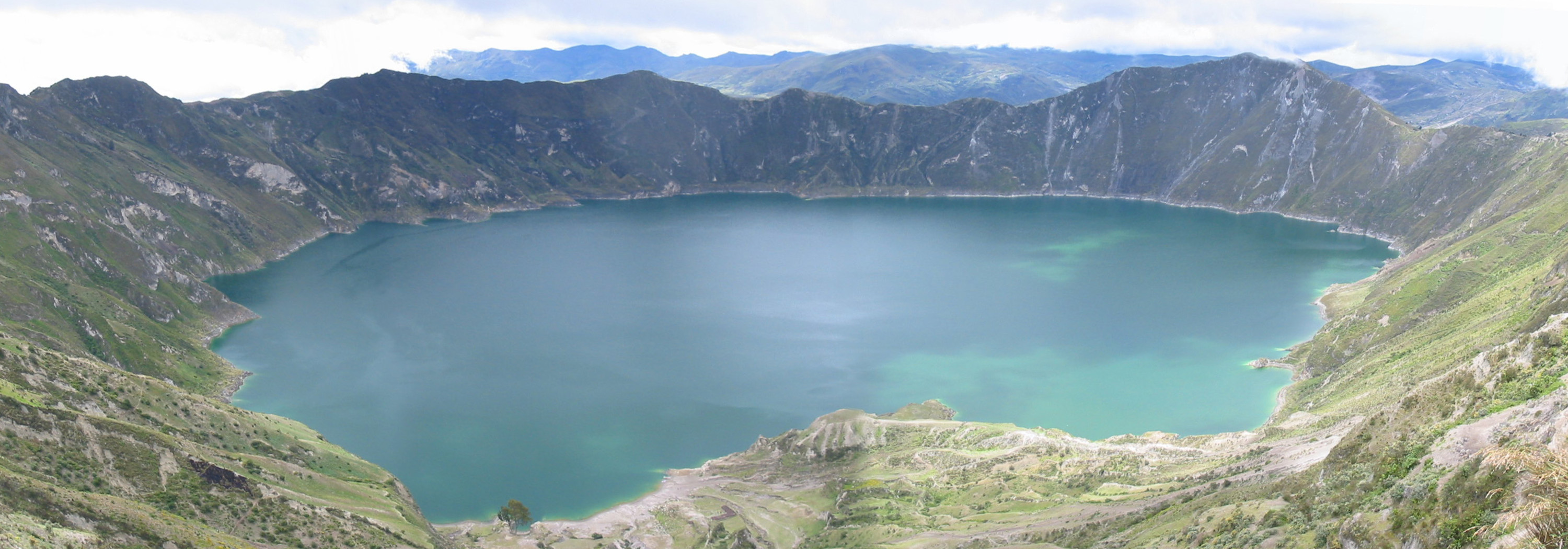
Vista del cráter.